# Skillet (album)
Albums de Skillet
Hey You, I Love Your Soul
(1998)
Skillet est le premier album du groupe de hard rock américain Skillet. Il a été publié en 1996 par Forefront Records et Ardent Records.

## Liste des pistes
| No  | Titre             | Durée |
| --- | ----------------- | ----- |
| 1.  | I Can             | 4:18  |
| 2.  | Gasoline          | 4:02  |
| 3.  | Saturn            | 5:10  |
| 4.  | My Beautiful Robe | 3:39  |
| 5.  | Promise Blender   | 3:56  |
| 6.  | Paint             | 3:21  |
| 7.  | Safe With You     | 3:49  |
| 8.  | You Thought       | 3:41  |
| 9.  | Boundaries        | 4:06  |
| 10. | Splinter          | 2:41  |